# 도다 다카요시
도다 다카요시(일본어: 戸田 賢良, 1979년 12월 8일 ~ )는 일본의 전 축구 선수이다.

## 구단 경력
과거 쇼난 벨마레, 가이나레 돗토리에서 활동하였다.